# Бруно Калниньш
Бруно Калниньш (латис. Bruno Kalniņš, 7 травня 1899 Тукумс — 26 березня 1990, Стокгольм) — латвійський політик соціал-демократичного спрямування, публіцист та історик. Син видних соціал-демократів Клари і Паулса Калниньша.
Один з керівних діячів ЛСДРП (член Центрального комітету) і ключових фігур в молодіжному лівому русі в міжвоєнній Латвії. Редактор Ziņotājs, Darba Jaunatne, Latvijas Sociāldemokrātiskās Strādnieku Partijas CK Ziņotājs, Strādnieku Sports, Latvijas Strādnieku Sports і Strādnieku Sports un Sargs. Член Народної ради Латвії. Депутат всіх довоєнних скликань сейму Латвії. Після перевороту Карліса Улманіса арештований і висланий з країни.

## Біографія
У липні 1940 повернувся до Латвії зі Швеції після вигнання під час авторитарного правління К. Улманіса; був начальником політуправління Народної армії Латвії з липня по вересень 1940. Під час нацистської окупації заарештований і відправлений до концентраційного табору, звідки був звільнений в 1944. Після Другої світової війни — знову емігрант в Швеції, почесний голова Соцінтерну, автор книг про історію Росії та балтійських країн.